# Incrémentalisme
L'incrémentalisme est une méthode de travail consistant en l'ajout à un projet de petits changements (souvent non planifiés) à la place de quelques grands sauts planifiés.
Wikipédia illustre ce concept, qui se construit petit à petit, par des ajouts continuels.

## Caractéristiques de cette méthode
C'est une démarche dans laquelle les processus sont modifiés progressivement, par « piétinement ». Les changements sont très légers, mais leur accumulation peut aboutir à un changement radical par accumulation de ces changements imperceptibles.
L'incrémentalisme permet souvent la survie d'une organisation par l'adaptation progressive et continue de ses processus opérationnels.
En tant que méthode de management, c'est une démarche consciente, orientée et proactive. C'est une démarche pragmatique permettant d'ajuster les organisations de façon flexible.